# Love Will Never Do (Without You)
Love Will Never Do (Without You) is de zevende single van de Amerikaanse R&B-/popzangeres Janet Jackson, afkomstig van haar vierde studioalbum Janet Jackson's Rhythm Nation 1814. De single stond 1 week op de nummer 1-positie van de Billboard Hot 100.

## Informatie
De single werd Jacksons vijfde nummer 1-hitsingle op de Billboard Hot 100 en de laatste van in totaal zeven top 5-singles van het album. Dit maakte haar de enige artiest in de geschiedenis die zeven singles in de top 5 wist te krijgen. Het succes van de single zorgde er ook nog voor dat het album, het enige album werd met nummer 1-hits in drie verschillende kalenderjaren met in 1989: Miss You Much, 1990: Escapade en Black Cat en 1991 Love Will Never Do (Without You).
In 1996 kreeg het nummer een remix van Roger Sanchez. De singleversie werd toegevoegd op de internationale versie van haar verzamelalbum Design of a Decade 1986/1996. Hoewel het de laatste single was, werd dit nummer één van de eerste nummers die opgenomen was voor het album. De achtergrondvocalen werden in 1988 opgenomen waarna in begin 1989 het nummer werd afgemaakt
Jimmy Jam & Terry Lewis kwamen met het idee om van het nummer een duet te maken. Volgens het boek van Fred Bronson, The Billboard Book of Number 1 Hits, dachten ze aan Prince, Johnny Gill, Ralph Tresvant of andere zangers die op dat moment met het duo werkte. Om deze reden werd besloten om Jackson het nummer met een laag octaaf te zingen in het eerste gedeelte en in het tweede gedeelte een hoog.
Hoewel het lied niet werd gespeeld tijdens de Rhythm Nation World Tour werd het nummer tijdens de tournees janet. World Tour, The Velvet Rope World Tour, All for You World Tour en de Rock Witchu Tour opgevoerd.
Tijdens de MTV Icon Special, waarin een eerbetoon aan Jackson werd gegeven, voerde zangeres Macy Gray dit nummer op.

## Muziekvideo
De videoclip werd geregisseerd door fotograaf Herb Ritts in september 1990. Jackson had gepland om een jurk tijdens de video te dragen. Maar Ritts vond het wel genoeg als ze een spijkerbroek droeg en een zwart topje. Twee toenmalige modellen voor Calvin Klein: Antonio Sbàto, Jr. en Djimon Hounsou.
Tijdens de MTV Video Music Awards in 1991 kreeg de videoclip drie nominaties: Best Female Video (die ze won), Best Art Direction en Best Choreography. De video bereikte de 13e plaats op de Rolling Stone's The Top 100 Music Videos, 72e op de VH1 100 Greatest Videos en 88e op MTV's 100 Greatest Videos Ever Made.
Er zijn twee versies van de video opgenomen, één in zwart-wit en de andere in kleur. Beide versies zijn te vinden op de videocompilatie Design of a Decade 1986/1996.